# Умирай трудно 4
„Умирай трудно 4“ (на английски: Live Free or Die Hard) е американски шпионски екшън от 2007 г. на режисьора Лен Уайзман, с участието на Брус Уилис в ролята на Джон Макклейн. Това е четвъртият филм от едноименната филмова поредица.

## Сюжет
Внимание:  Текстът по-долу разкрива сюжета на произведението (или части от него)!
Няколко хакери, създали ефективни програми за кракване на защитена информация за мистериозен „клиент“, започват да умират един след друг. Техните компютри са заредени с експлозиви, които се активират по команда на самия потребител. „Клиентът“ е група кибертерористи, водени от Томас Габриел.
Полицейският детектив Джон Макклейн, който най-накрая се е развел със съпругата си и сега неуспешно се опитва да подобри отношенията с порасналата си дъщеря Луси, в момента е в Ню Джърси и получава задача от началника да вземе хакера Матю Фарел и да го заведе във Вашингтон за разпит. Но когато Макклейн пристига в апартамента на Фарел, те са нападнати от въоръжени главорези, наети от Габриел. Джон и Матю успяват да отвърнат на удара, а Макклейн отвежда Фарел във Вашингтон. По пътя към столицата, Фарел обяснява на Макклейн, че е написал компютърна програма за неизвестен „клиент“ за хакване на всяка система за сигурност, а междувременно Габриел нарежда на своя екип от хакери да превземат транспортните мрежи и американския фондов пазар, и в същото време изпраща заплашително съобщение до правителството на САЩ.
Макклейн води Фарел във Вашингтон и се опитва да го предаде на заместник-директора на ФБР Боуман, който му казва, че друга агенция разпитва хакерите. Придружени от агенти на ФБР, Макклейн и Фарел се движат из Вашингтон, а кибертерористите успяват да определят местоположението им. След хакване на сървъра за социална сигурност, Габриел научава всичко за Макклейн и семейството му, след което се свързва с Джон и предлага на Макклейн да убие Фарел в замяна на огромна сума пари. Макклейн грубо отказва на лидера на терористите и Габриел изпраща хеликоптер да ги прехване. Макклейн с кола първо се скрива в тунела, а след това, използвайки платежните терминали като своеобразен трамплин, събаря хеликоптера с колата си.
Фарел успява да разбере къде ще бъде следващият удар на терористите. Той и Макклейн карат към електроцентрала в Западна Вирджиния, където чакат най-добрият помощник на Габриел – Май Лин, преоблечена като агент на ФБР – и няколко терористи. Макклейн успява да убие всички злодеи, а Фарел се опитва да отмени спирането на тока в източната част на страната. Ядосан от този провал, Габриел изпраща природен газ по тръби до станцията. Следва чудовищна експлозия, но Макклейн и Фарел успяват да избягат, след което се насочват към Фредерик Калудис, стар приятел на Фарел. Фредерик им казва, че Габриел преди е работил за Агенцията за национална сигурност (NSA) на САЩ, но е бил уволнен и затова е решил да си отмъсти. Калудис разбира, че скромна и незабележима сграда  в покрайнините на Балтимор в Удлоун е резервното хранилище за данни на NSA, където тече цялата финансова информация на САЩ, и именно там Габриел ще нанесе основния удар. Фредерик установява, че Габриел е в Удлоун, но тогава водачът на терористите се свързва с Макклейн и казва на Джон, че ще вземе дъщеря му за заложник.
Макклейн и Фарел веднага отиват в Удлоун. Фарел намира главния сървър на съоръжението и блокира опита на Габриел да изтегли информацията. Терористите залавят Фарел и Луси, дъщерята на Макклейн, и се опитват да избягат. Макклейн ги преследва, а след това Габриел, намирайки изтребител F-35 наблизо, прихваща управлението му и нарежда на пилота да унищожи Макклейн. Макклейн обаче успява да причини катастрофата на изтребителя и да остане жив отново. Джон настига Габриел в хангара, където престъпниците са се канели да избягат. Макклейн е прострелян в рамото, Габриел опира пистолет в раната на Джон и триумфално казва на Макклейн, че ще убие Фарел и Луси пред него. Но внезапно Макклейн хваща Габриел за ръката и го застрелва, като отново стреля през собственото му рамо. Фарел убива втория терорист, който държи Луси, точно когато Боуман и други служители на ФБР нахлуват в хангара.

## Актьорски състав
| Актьор                | Роля |
| --------------------- | --- |
| Брус Уилис            | Джон Макклейн – полицейски детектив от Ню Йорк                                                                 |
| Джъстин Лонг          | Матю „Мат“ Фарел – бивш хакер, който разработва алгоритми за киберсигурност                                    |
| Тимъти Олифант        | Томас Габриел – бивш анализатор на Агенцията за национална сигурност на САЩ и лидер на кибертерористична група |
| Мери Елизабет Уинстед | Луси Дженеро-Макклейн – дъщеря на Джон Макклейн                                                                |
| Маги Кю               | Май Лин – хакерка и любовница на Габриел                                                                       |
| Кевин Смит            | Фредерик „Магьосникът“ Калудис – хакер, който помага на Макклейн и Фарел                                       |
| Клиф Къртис           | Мигел Боуман – заместник-директор по киберсигурността на ФБР                                                   |
| Желко Иванек          | агент Молина – заместник на Боуман                                                                             |
| Джонатан Садовски     | Трей – главен хакер на групата на Габриел                                                                      |
| Едоардо Коста         | Емерсън – съучастник на Габриел                                                                                |
| Кирил Рафаели         | Ранд – съучастник на Габриел                                                                                   |
| Йорго Константин      | Русо – съучастник на Габриел                                                                                   |

## Снимачен процес
- Това е първият филм от поредицата „Умирай трудно“, който се развива за един ден и се развива на три различни места.
- Когато главният злодей Томас Габриел разглежда досието на Джон Макклейн, зрителите могат за първи път да научат датата на раждане на Макклейн – 23 май 1955 г.
- Началната сцена между Макклейн и дъщеря му Луси е заснета в кампуса на Университета на Южна Калифорния в Лос Анджелис.
- Всеки снимачен ден струва средно $375 000.
- Статуетката на „Терминаторът“ в апартамента на Матю Фарел е почит към изпълнителния продуцент Уилям Уишър-младши и композитора Марко Белтрами. Уишър е съсценарист на филмите „Терминаторът“ (1984) и „Терминатор 2: Денят на страшния съд“ (1991), докато Белтрами написва музиката за „Терминатор 3: Бунтът на машините“ (2003).
- Събирането и комбинирането на архивни кадри на минали американски президенти от Франклин Рузвелт до Джордж У. Буш отнема четири месеца, за да се създаде телевизионното предупреждение на Габриел.
- Каскадьорът Лари Рипенкрогер, който изпълнява каскадите на Брус Уилис, е сериозно ранен, когато пада от 25 фута (7,62 м) върху бетонна настилка. Той получава фрактури на лицеви кости и на двете си китки, и снимките са спрени. Уилис нае най-добрата стая в местен хотел за родителите на Лари, които идват да посетят сина си, а самият той постоянно посещава каскадьора в болницата. Изненадващо, това е вторият подобен случай за Рипенкрогер. През 2003 г. Лари работи като каскадьор на актьора Джеймс Каан в телевизионния сериал „Лас Вегас“, когато също е тежко ранен, попада в болница, а Каан също редовно го посещава в болницата. Тези посещения обаче не винаги са приятни: по време на посещенията Каан непрекъснато се шегува, разказва вицове и забавни истории, а за Лари е много болезнено да се смее заради травмите му.
- Много известни актриси се явяват на прослушване за ролята на дъщерята на Макклейн, включително Джесика Симпсън, Вафа Дюфур, Бритни Спиърс, Парис Хилтън и Тейлър Фрай (изиграла същата роля в първия филм), но в крайна сметка ролята отива при Мери Елизабет Уинстед.
- В оригиналния сценарий Макклейн има син Джак – компютърен хакер, когото Джон да достави на ФБР. Джак трябвало да бъде изигран от Джъстин Тимбърлейк. По-късно тази идея е отхвърлена и „позитивният“ хакер става героят на Мат Фарел.
- В началните надписи, когато името на актьора Кевин Смит се появява на екрана, „Smith“ („Смит“) за няколко секунди е заменено със „Sith“ („Сит“). Така създателите на филма подчертават любовта на Кевин Смит към франчайза „Междузвездни войни“.
- Това е първият филм от поредицата „Умирай трудно“, в който не участва композиторът Майкъл Кеймън, който умира през 2003 г. Въпреки това някои от предишните композиции на Кеймън са включени в музиката на филма от новия композитор на филма Марко Белтрами.
- Сюжетът, според който Макклейн трябва да спаси отвлечената дъщеря на Луси, е пренесен от отхвърлен проект за „Умирай трудно 3“ (1995).
- Един от терористите се играе от френския каскадьор Сирил Рафаели. Неговите каскади в стил паркур стават основа за няколко екшън сцени.
- Първоначално режисьорът Уайзман избира актьора Скот Спийдман за ролята на Мат Фарел, а Брус Уилис наистина иска Бен Афлек да изиграе ролята, тъй като двамата са работили добре в „Армагедон“ (1998). Кал Пен и Брад Ренфро също се явяват на прослушване за ролята на Матю, но ролята в крайна сметка отива при Джъстин Лонг.
- Този филм е 12-ият най-касов филм за 2007 г. и също най-касовият филм от всички филми от поредицата „Умирай трудно“.
- Първият филм от поредицата „Умирай трудно“, в който не се споменава Коледа.
- Филмът е заснет в две версии, една с рейтинг R и една с рейтинг PG-13. Целта на версията PG-13 е да се привлекат максимален брой зрители в кината.
- Един от хакерите, приятел на Матю Фарел, се казва „Клей“. Това е препратка към първата част от поредицата, където невъоръженият главен злодей Ханс Грубер нарича себе си „Били Клей“, когато за първи път среща Макклейн.
- Когато главният злодей Габриел насочва пистолет към Макклейн, той казва: „Вашият надгробен камък ще е „Винаги на грешното място в грешното време““. Подобна фраза се използва и в „Умирай трудно 2“. Например лозунгът на филма е „Джон Макклейн се върна на неподходящото място в неподходящото време!“, а в епизода на дуела между Макклейн и майор Грант на крилото на самолета „Боинг“, Грант казва на Джон, че той е „неподходящият човек на неподходящото място в неподходящото време“.
- Филмът е базиран на дългогодишния сценарий на „WW3.com“ на Дейвид Маркони, в който Маркони пише историята на кибертерористична атака срещу Съединените щати. След трагичните събития от 11 септември 2001 г. проектът е замразен, но по-късно е възобновен за следващата част от франчайза „Умирай трудно“.
- Каскадата, в която Макклейн удря хеликоптер с кола, е снимана в продължение на три седмици. Модел на хеликоптер виси във въздуха чрез кабели, а кола с каскадьор се блъска в модела. След това с помощта на CGI кабелите са премахнати от рамката и към хеликоптера са добавени въртящите се перки на голямото и малкото витло.
- Копия от филма са изпратени до британските кина под измисленото име „Ню Хампшър“. Това е препратка към мотото на този американски щат „Live Free or Die“ („Живей свободен или умри“) и оригиналното заглавие на филма. В САЩ този филм се нарича „Живей свободен или умри“, а за останалия свят се използва името „Die Hard 4.0“ („Умирай трудно 4“). В едно от интервютата и режисьорът Уайзман, и Брус Уилис казват, че им харесва повече името „Die Hard 4.0“.
- Снимките започват в Балтимор, Мериленд на 23 септември 2006 г.
- В този филм за първи път Джон Макклейн не използва избраното от него оръжие Beretta 92FS, а SIG Sauer P220R. Но Beretta 92FS все пак се появява във филма – един от привържениците на Габриел е въоръжен с този пистолет.
- Всички IP адреси, показани във филма, са реални и повечето от тях започват с 10, 172, 16 или 192.
- Това е първият филм от поредицата „Умирай трудно“, в който главният злодей не използва фалшив акцент. В „Умирай трудно“ (1988) германецът Ханс Грубер симулира американски акцент, за да заблуди Макклейн. В „Умирай трудно 2“ (1990) полковник Стюарт симулира акцент от Средния Запад, когато взаимодейства с пилот и причинява катастрофа на пътнически самолет. В „Умирай трудно 3“ (1995) германецът Саймън Грубер симулира американски акцент, докато се представя за градски комунален инженер.
- На 24 януари 2007 г. по време на снимките, Брус Уилис е ранен (срязвайки веждата си) по време на една от екшън сцените. Травмата не е много сериозна, въпреки че се налагат 7 шева и Уилис лежи вкъщи цяла седмица.
- Псевдонимът „Товарек“, който Макклейн използва като агент на ФБР, е полската дума „towarek“ и едно от значенията ѝ е „горещо пиле“. Освен това Тара Товарек е името на един от асистентите на продуцента Майкъл Фотрел.
- Колата, открадната във филма от Макклейн и Фарел, е BMW Серия 5 E60 от 2006 г. BMW е избрано в резултат на предварителна анкета сред зрителите, която показва, че зрителите искат да видят BMW повече от Audi или Mercedes.
- Актьорът Тимъти Олифант заснема цялата си роля само за три седмици.
- Режисьорът Ели Рот отказва да режисира този филм и вместо това избира „Хостел 2“.
- В сцената, в която всички светофари светват зелено и това провокира масови катастрофи, сцени от филма „Италианска афера“ (2003) се показват на мониторите, където се наблюдават катастрофите.
- Когато Габриел преглежда досието на Холи Генеро, бившата съпруга на Макклейн, зрителите могат да видят нейния „домашен адрес“ – „9975, Гейзер-Уэй, Сан Франциско, Калифорния“.
- Изтребителят във филма е F-35 (понякога наричан JSF или Joint Strike Fighter). По време на снимките на филма този изтребител бе абсолютна новост, първият му официален полет се състои през юни 2008 г. За сцената, в която F-35 преследва Макклейн по магистралата, са създадени миниатюрни и пълноразмерни модели на изтребителя, за да се добави цифрово самолетът към сцената.
- Във филма има над 200 визуални ефекта, свързани с CGI, но щяха да са още повече, ако режисьорът Уайзман и Брус Уилис не се бяха стремели да извлекат максимума от „живите“ каскади, включващи машини и каскадьори. По време на снимките участват между 200 и 250 каскадьори. Именно защото във филма има малко CGI ефекти, постпродукцията на филма отнема само 16 седмици вместо обичайните 26.

## Български дублаж
| Преводач            | Полина Николова                                                               |
| Тонрежисьор         | Иван Малинков                                                                 |
| Режисьор на дублажа | Чавдар Монов                                                                  |
| Озвучаващи артисти  | Радосвета Василева Здравко Методиев Даниел Цочев Тодор Георгиев Христо Узунов |